# 2000-es Formula–1 maláj nagydíj
A 2000-es Formula–1 világbajnokság szezonzáró futama a maláj nagydíj volt.

## Futam
|    | Rsz. | Versenyző             | Csapat             | Körök | Idő/Kiesések  | Start | Pontok |
| -- | ---- | --------------------- | ------------------ | ----- | ------------- | ----- | ------ |
| 1  | 3    | Michael Schumacher    | Ferrari            | 56    | 1:35:54.235   | 1     | 10     |
| 2  | 2    | David Coulthard       | McLaren-Mercedes   | 56    | +0.732        | 3     | 6      |
| 3  | 4    | Rubens Barrichello    | Ferrari            | 56    | +18.444       | 4     | 4      |
| 4  | 1    | Mika Häkkinen         | McLaren-Mercedes   | 56    | +35.269       | 2     | 3      |
| 5  | 22   | Jacques Villeneuve    | BAR-Honda          | 56    | +1:10.692     | 6     | 2      |
| 6  | 7    | Eddie Irvine          | Jaguar-Cosworth    | 56    | +1:12.568     | 7     | 1      |
| 7  | 12   | Alexander Wurz        | Benetton-Playlife  | 56    | +1:29.314     | 5     |        |
| 8  | 17   | Mika Salo             | Sauber-Petronas    | 55    | +1 Kör        | 17    |        |
| 9  | 11   | Giancarlo Fisichella  | Benetton-Playlife  | 55    | +1 Kör        | 13    |        |
| 10 | 19   | Jos Verstappen        | Arrows-Supertec    | 55    | +1 Kör        | 15    |        |
| 11 | 14   | Jean Alesi            | Prost-Peugeot      | 55    | +1 Kör        | 18    |        |
| 12 | 6    | Jarno Trulli          | Jordan-Mugen-Honda | 55    | +1 Kör        | 9     |        |
| 13 | 21   | Gastón Mazzacane      | Minardi-Fondmetal  | 50    | Motorhiba     | 22    |        |
| Ki | 8    | Johnny Herbert        | Jaguar-Cosworth    | 48    | Felfüggesztés | 12    |        |
| Ki | 23   | Ricardo Zonta         | BAR-Honda          | 46    | Motorhiba     | 11    |        |
| Ki | 9    | Ralf Schumacher       | Williams-BMW       | 43    | Motorhiba     | 8     |        |
| Ki | 20   | Marc Gené             | Minardi-Fondmetal  | 36    | Kormányzás    | 21    |        |
| Ki | 10   | Jenson Button         | Williams-BMW       | 18    | Motorhiba     | 16    |        |
| Ki | 5    | Heinz-Harald Frentzen | Jordan-Mugen-Honda | 7     | Elektronika   | 10    |        |
| Ki | 18   | Pedro de la Rosa      | Arrows-Supertec    | 0     | Ütközés       | 14    |        |
| Ki | 15   | Nick Heidfeld         | Prost-Peugeot      | 0     | Ütközés       | 19    |        |
| Ki | 16   | Pedro Diniz           | Sauber-Petronas    | 0     | Ütközés       | 20    |        |

## A világbajnokság végeredménye
| H   | Versenyzők            | Pont | H  | Konstruktőrök      | Pont |
| --- | --------------------- | ---- | -- | ------------------ | ---- |
| 1.  | Michael Schumacher    | 108  | 1. | Ferrari            | 170  |
| 2.  | Mika Häkkinen         | 89   | 2. | McLaren-Mercedes   | 152  |
| 3.  | David Coulthard       | 73   | 3. | Williams-BMW       | 36   |
| 4.  | Rubens Barrichello    | 62   | 4. | Benetton-Playlife  | 21   |
| 5.  | Ralf Schumacher       | 24   | 5. | BAR-Honda          | 20   |
| 6.  | Giancarlo Fisichella  | 18   | 6. | Jordan-Mugen-Honda | 17   |
| 7.  | Jacques Villeneuve    | 17   | 7. | Arrows-Supertec    | 7    |
| 8.  | Jenson Button         | 13   | 8. | Sauber-Petronas    | 6    |
| 9.  | Heinz-Harald Frentzen | 11   | 9. | Jaguar-Cosworth    | 4    |
| 10. | Jarno Trulli          | 6    |    |                    |      |

(A teljes lista)
- Megjegyzés: A McLaren csapat nem kapta meg azt a 10 pontot, amit Häkkinen szerzett az osztrák nagydíjon, mert a finn autójának az adatrögzítőjéről hiányzott az egyik plomba.

## Statisztikák
Vezető helyen:
- Mika Häkkinen: 2 (1-2)
- David Coulthard: 15 (3-17)
- Michael Schumacher: 36 (18-24 / 26-39 / 42-56)
- Rubens Barrichello: 3 (25 / 40-41)

Michael Schumacher 44. győzelme, 32. pole-pozíciója, Mika Häkkinen 22. leggyorsabb köre.
- Ferrari 135. győzelme.

Johnny Herbert 165., és Pedro Diniz utolsó versenye.